# Lourenço de Almeida
Lourenço de Almeida (mort el març de 1508) era fill de Francisco de Almeida, el primer virrei de l'Índia portuguesa. Va destacar a l'oceà Índic, fent el primer viatge portuguès a Ceilan el 1505, convertint-lo en un estat tributari de Portugal, permetent l'expansió de l'Imperi Portuguès a l'Àsia. Va pertànyer a l'Orde de Crist.
El seu pare li encarregà diverses feines de responsabilitat. Així el 1506 va derrotar el samorin de Calicut en la batalla de Cannanore. A principis de 1508, encapçalant una flota de vuit vaixells, navegà fins a Chaul per protegir els vaixells de Cochin i Cannanore, però una fletxa li provocà la mort en la batalla de Chaul.
El desig de venjança, portà al seu pare, D, Francisco de Almeida a desobeir al rei en finalitzar el seu mandat com a virrei no entregar el càrrec al seu successor, Afonso de Albuquerque. El 3 de febrer de 1509 va guanyar la batalla de Diu, iniciant el domini portuguès a l'Índic.